# St. Martin (Osterode am Harz)

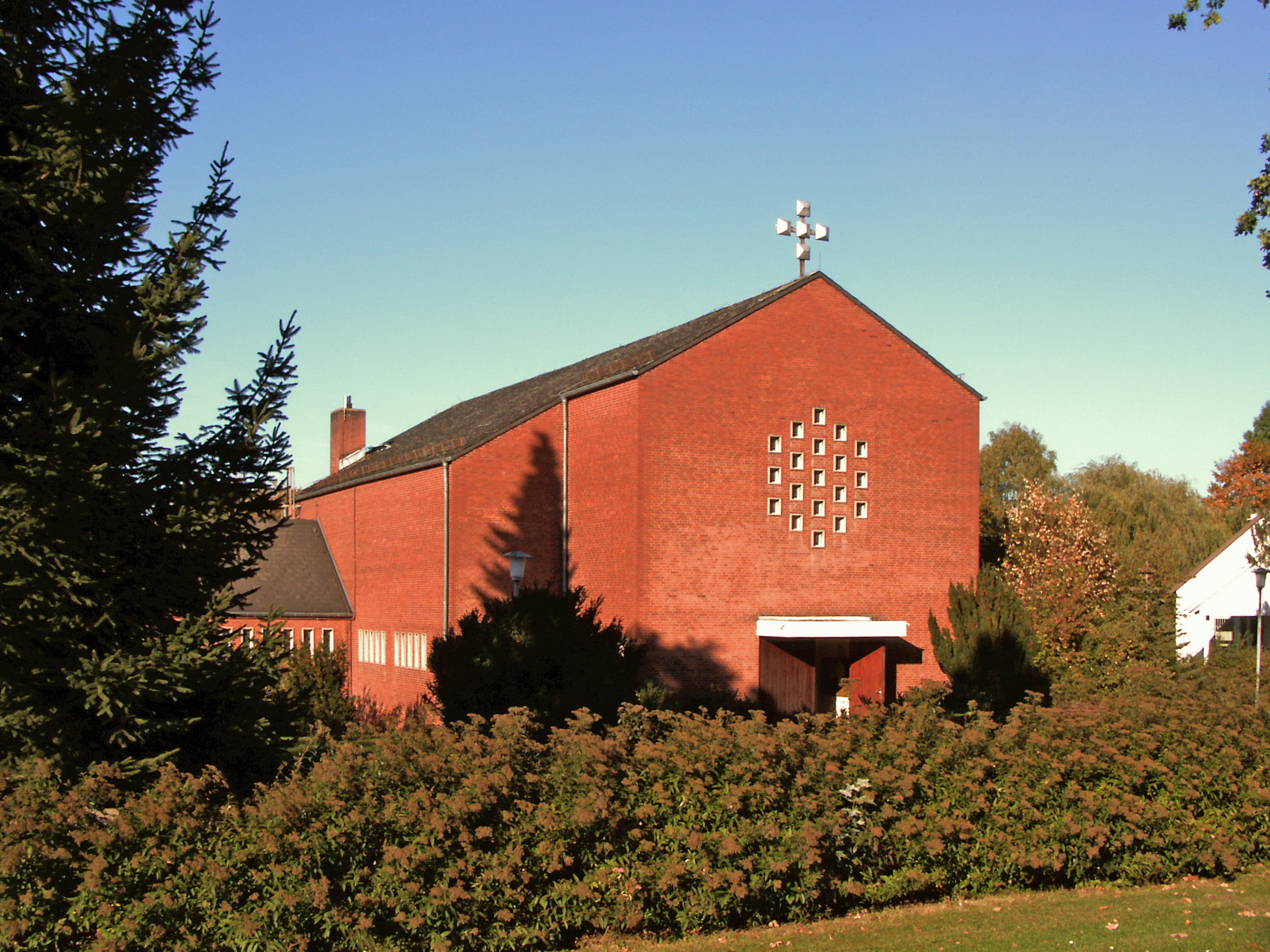
St.-Martin-Kirche

Sankt Martin, auch Sankt Martinus genannt, war eine römisch-katholische Kirche in Osterode am Harz (Niedersachsen). Sie gehörte zur Osteroder Pfarrgemeinde St. Johannes Baptist, im Dekanat Nörten-Osterode des Bistums Hildesheim. Die nach dem heiligen Martin von Tours benannte Kirche befand sich in der Bergstraße 12.

## Geschichte
Nach dem Zweiten Weltkrieg stieg die Zahl der Katholiken in Osterode stark an, ausgelöst durch den Zuzug von Flüchtlingen und Heimatvertriebenen aus den Ostgebieten des Deutschen Reiches sowie der 1960/61 erbauten Generalfeldmarschall-Rommel-Kaserne. Daher wurde 1962/63, als zweite katholische Kirche in Osterode, im Süden der Stadt und gegenüber der Kaserne, die Kirche St. Martin errichtet. Am 21. Juni 1962 erfolgte die Grundsteinlegung durch Generalvikar Adalbert Sendker, und am 14. Juli 1963 folgte die Konsekration der Kirche durch Weihbischof Heinrich Pachowiak. Bereits am 1. Juli 1963 war die Kirchengemeinde (Kuratiegemeinde) St. Martin gegründet worden, zu ihr gehörten damals etwa 1900 Katholiken. Auch die bereits 1961/62 erbaute St.-Bonifatius-Kirche in Badenhausen gehörte als Filialkirche zur Kirchengemeinde St. Martin. 1971 wurde das freistehende Pfarrhaus erbaut, und am 1. Dezember 1977 die Kuratiegemeinde zur Pfarrei erhoben.
Ab 1986, als Wilhelm Lipp († 2005), der erste Priester der Kirchengemeinde, als Pfarrer der Pfarrei St. Martin ausschied, wurde die Kirche vom Pfarrer der Pfarrei St. Johannes der Täufer mitbetreut. Von 1994 bis 2013 bestand ein kleiner Konvent mit Missionsdominikanerinnen vom hl. Herzen Jesu aus dem Kloster Strahlfeld im Pfarrhaus von St. Martin. Ende 2003 wurde die Generalfeldmarschall-Rommel-Kaserne geschlossen. Seit dem 1. März 2004 gehörte die Kirche zum damals neu gegründeten Dekanat Nörten-Osterode, zuvor war Osterode Sitz eines eigenen gleichnamigen Dekanates. Seit 1. August 2004 gehörte die Kirche zur Pfarrgemeinde St. Johannes Baptist.
Am 9. September 2015 wurde die Kirche durch Bischof Norbert Trelle profaniert. Das Grundstück mit dem Kirchengebäude, dem Pfarrheim und dem Pfarrhaus wurde an das benachbarte Altenheim Siebenbürgen verkauft, das unter Einbeziehung der ehemals kirchlichen Gebäude erweitert werden soll. Ein Großteil des Kircheninventars, darunter der Altar, der Tabernakel und die Orgel, soll zur Ausstattung eines Kirchenneubaus nach Krzyżanowice (Polen) gehen. Der Kreuzweg soll an den Künstler Claus Kilian zurückgegeben werden, die Statue des heiligen Martin soll eine neue Verwendung bei der Militärseelsorge in Hamburg finden.

## Architektur und Ausstattung

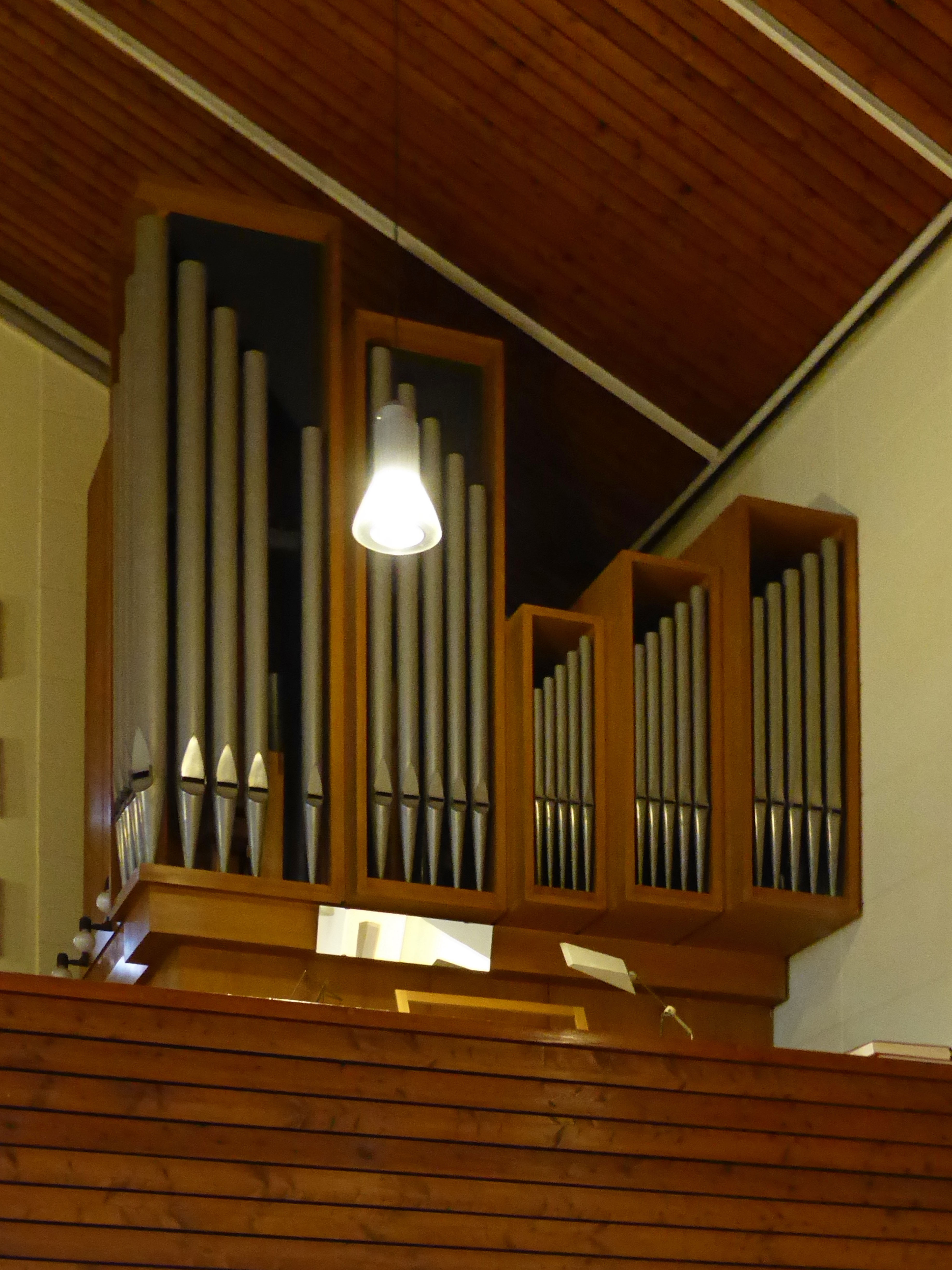
Orgel

Die Kirche wurde nach Plänen des Architekten Wolfgang Tschirschwitz aus Braunschweig erbaut, sie befand sich in rund 257 Meter Höhe über dem Meeresspiegel. Aus Kostengründen wurde auf einen Glockenturm verzichtet.
Der Innenraum wurde von einer Holzdecke abgeschlossen und bot rund 270 Sitzplätze. Claus Kilian übernahm die künstlerische Ausgestaltung. Ein Mosaikbild an der Altarrückwand zeigte das Letzte Abendmahl mit Jesus Christus und elf Aposteln, darunter befand sich der Tabernakel. Den Ambo zierte ein stilisierter Adler. Rechts neben dem Altarraum war eine Mariendarstellung angebracht, vor der Opferkerzen aufgestellt werden konnten. An der Ostseite hingen 14 Kreuzwegstationen, an der Westseite seit 1980 eine Kopie der ersten Schauseite des Isenheimer Altars. Unter der Orgelempore zeigte eine Statue Jesus an der Geißelsäule, vor der Empore befanden sich zwei Beichtstühle. Die Orgel von Orgelbaumeister Karl-Heinz Blöß aus Oker wurde 1967 installiert.
In eine Wand der zwischen dem Kirchenschiff und der Sakristei befindlichen Kapelle war ein Stein aus der Grabeskirche des heiligen Martin eingelassen. Auch der Taufstein und eine von den Geschwistern Degen aus Höhr-Grenzhausen geschaffene Statue, die den heiligen Martin zu Pferd zeigte, hatten dort ihren Platz.